# Mycie rąk

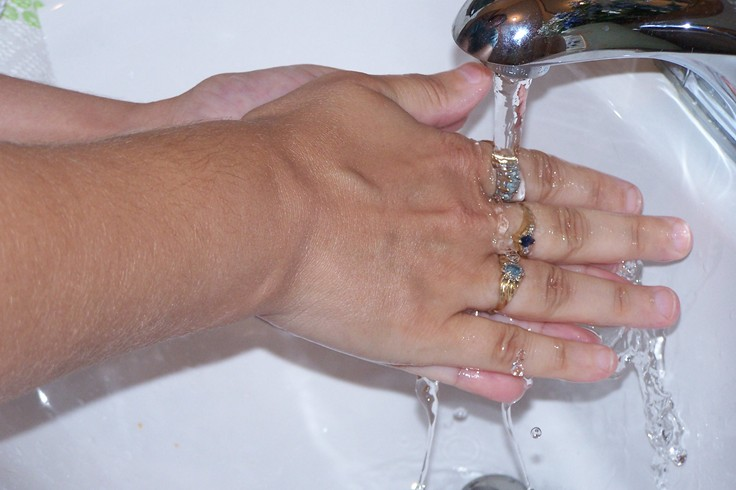
Mycie rąk

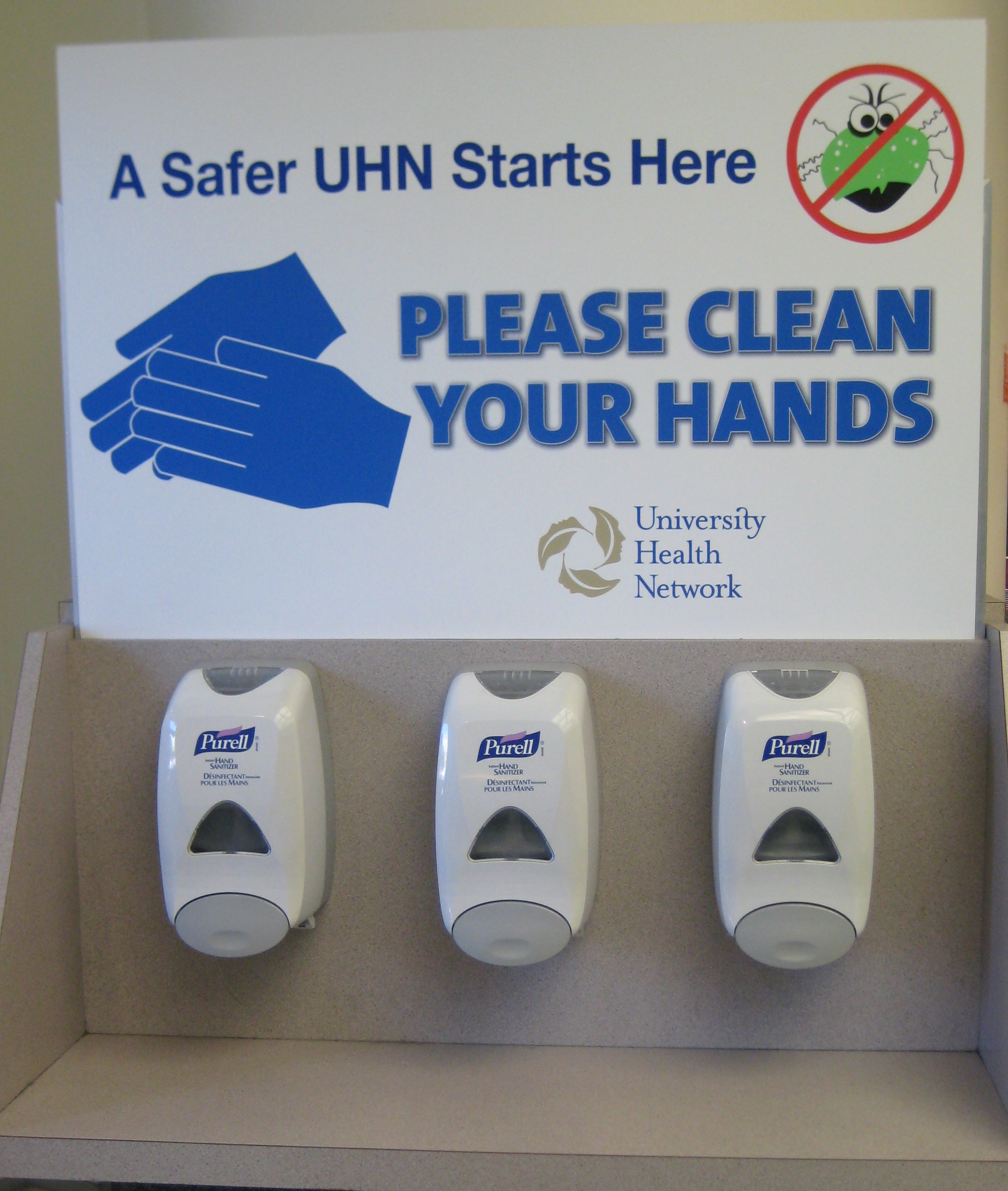
Stacja do czyszczenia rąk w Toronto, Kanada

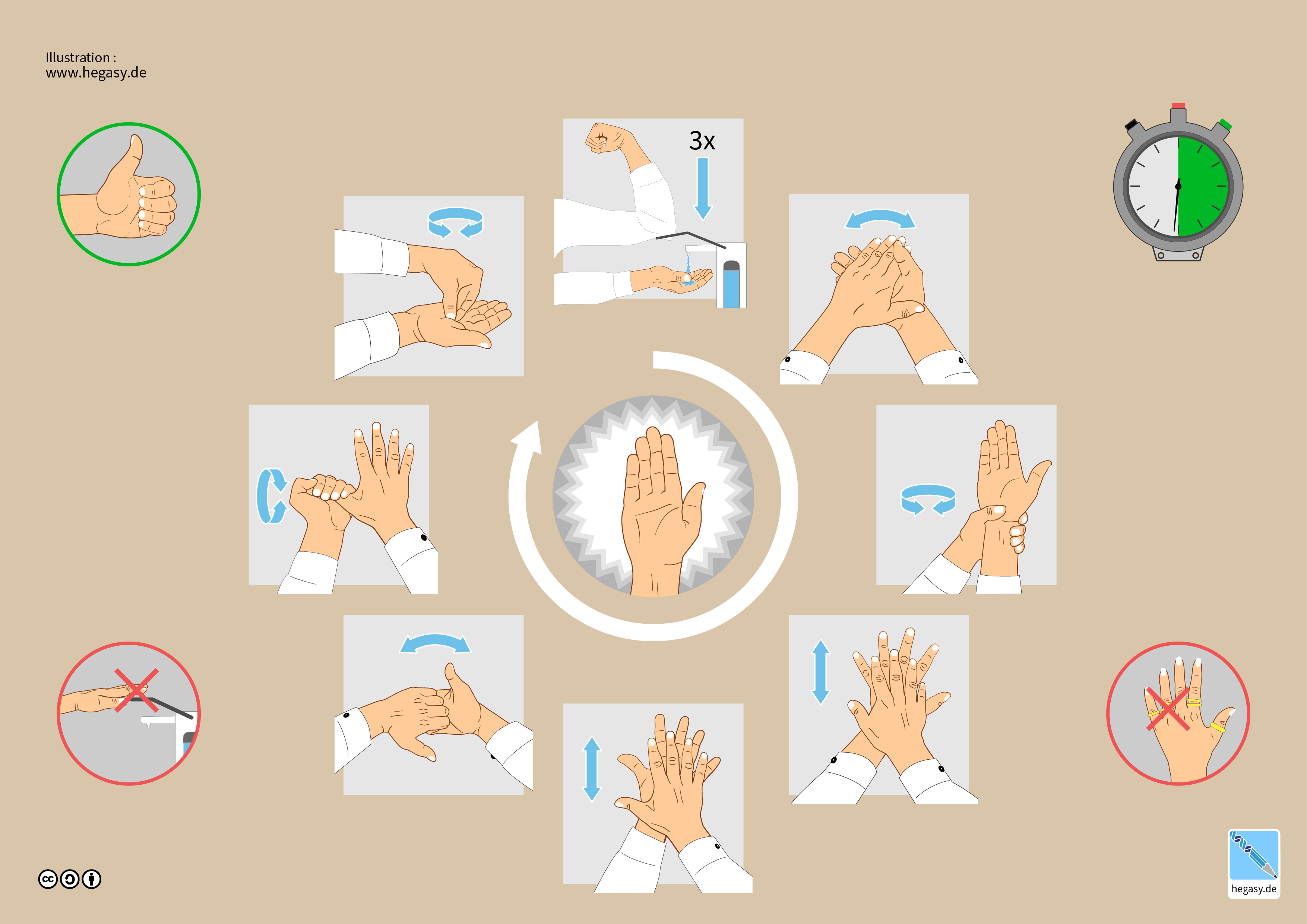
Mycie rąk

Mycie rąk – czynność higieniczna czyszczenia rąk najczęściej przy użyciu wody lub innego płynu, często z dodatkiem mydła, w celu usunięcia chemikaliów, brudu i mikroorganizmów z powierzchni skóry.
Medyczne czyszczenie rąk jest częścią organizacji higieny w szpitalach i instytucjach zdrowotnych, które pomaga ograniczyć rozprzestrzenianie się chorób i infekcji. Głównym celem mycia rąk w środowisku medycznym jest usunięcie mikroorganizmów takich jak bakterie i wirusy oraz pozbycie się chemikaliów, które mogą zagrozić zdrowiu ludzkiemu. Mycie rąk jest niezwykle ważne w biznesie żywnościowym, gdzie kontakt z produktami spożywczymi jest na porządku dziennym. Choroby takie jak grypa rozprzestrzeniają się między innymi na rękach, sprawiając, że mycie ich staje się niezwykle ważne, szczególnie podczas sezonowych epidemii.
Zaledwie 30% mężczyzn i 63% kobiet myje ręce przed opuszczeniem toalety.
Poza myciem rąk przy użyciu wody i mydła popularne jest również używanie płynów bakteriobójczych posiadających związki alkoholu, aloe vera lub innych środków dezynfekujących. Skuteczność tych środków jest często kwestionowana z powodu braku niezależnych badań na ten temat.
Obrzędowe mycie rąk występuje w wielu religiach takich jak bahaizm, hinduizm oraz judaizm. Podobne obrządki przeprowadzane są również w chrześcijaństwie oraz islamie.
Światowy Dzień Mycia Rąk obchodzony jest corocznie 15 października.